# Vital Shapyatowski
Vital Shapyatowski (tiếng Belarus: Віталь Шапятоўскі; tiếng Nga: Виталий Шепетовский; sinh 27 tháng 9 năm 1983) là một cầu thủ bóng đá Belarus. Tính đến năm 2017, anh thi đấu cho Luch Minsk.

## Sự nghiệp

### Câu lạc bộ
Vào tháng 1 năm 2011, anh gia nhập Olimpia Elbląg với bản hợp đồng 1 năm.